# Jaźwiny (Silésie)
Pour les articles homonymes, voir Jaźwiny.
Jaźwiny est une localité polonaise de la gmina de Mstów, située dans le powiat de Częstochowa en voïvodie de Silésie.